# Bordj Bounaama
Bordj Bounaama là một đô thị thuộc tỉnh Tissemsilt, Algérie. Dân số thời điểm năm 2002 là 18.394 người.